# 1923 (телесериал)
«1923» (англ. 1923) — американский телесериал Тейлора Шеридана в жанре вестерна, приквел телесериала «Йеллоустон» и сиквел телесериала «1883». Премьера первого сезона, состоящего из восьми эпизодов, состоялась на стриминговой платформе Paramount+ 18 декабря 2022 года.
В феврале 2023 года телесериал был продлён на второй сезон. Премьера второго и финального сезона, который также состоит из восьми эпизодов, состоялась 23 февраля 2025 года.

## Сюжет
Сериал повествует о поколении семейства Даттонов в 1923 году и о трудностях, которые им пришлось преодолеть.

## В ролях

### Главные роли
- Хелен Миррен — Кара Даттон, жена Джейкоба Даттона и матриарх семейства[1]
- Харрисон Форд — Джейкоб Даттон, патриарх ранчо Йеллоустон, муж Кары Даттон, брат Джеймса Даттона
- Брэндон Скленар — Спенсер Даттон, племянник Джейкоба Даттона и брат Джона Даттона-старшего, видевший ужасы Первой мировой войны. Он отправился на охоту в Африку[2]
- Джулия Шлепфер — Александра, женщина из Великобритании, которая встретилась со Спенсером в Африке
- Джером Флинн — Баннер Крейтон, овцевод и противник Даттонов[3]
- Даррен Манн[англ.] — Джек Даттон, сын Джона Даттона-старшего, внучатый племянник Джейкоба Даттона
- Изабель Мэй — рассказчик, Эльза Даттон
- Брайан Герати — Зейн, бригадир на ранчо
- Амина Ньевес — Теонна Рейнуотер, юная индейская девушка в индейской школе-интернате
- Мишель Рэндолф — Элизабет Страффорд, молодая девушка, невеста Джека Даттона
- Тимоти Далтон — Доналд Уитфилд, богатый, могущественный и при этом подлый человек, привыкший получать то, что он хочет[4]

### Роли второго плана
- Роберт Патрик — шериф Уильям Макдауэлл, друг семьи Даттонов[5]
- Дженнифер Эль — сестра Мэри, ирландская монашка, обучающая детей в школе для американских индейцев в Монтане[6]
- Себастьян Роше — отец Рено, директор школы для американских индейцев
- Марли Шелтон — Эмма Даттон, жена Джона Даттона-старшего и мать Джека Даттона
- Лина Робинсон — Баапуксти, юная индейская девушка в школе-интернате, подруга Теонны
- Кейлеб Мартин — Деннис, работник на ранчо Даттонов
- Брайан Коноуол — Клайд / Клайв, шотландский чабан, сообщник Крейтона и шпион Уитфилда
- Майкл Грейес[англ.] — Хэнк-Много-Облаков, чабан-индеец из Кроу, который встречает бегущую от священников Теонну

### Эпизодические роли
- Джеймс Бэдж Дейл — Джон Даттон-старший, старший племянник и правая рука Джейкоба Даттона
- Керри О’Малли — сестра Элис, монашка и учитель в индейской школе-интернате
- Тим Дикей — Боб Страффорд, отец Элизабет и владелец ранчо по соседству с Даттонами[7]
- Ник Борейн — Ричард Холланд, глава туристической группы сафари в Африке, нанимающий Спенсера выследить и убить животных-людоедов
- Брюс Дэвисон — Артур, герцог Коннаутский, отец бывшего жениха Александры и член британской королевской семьи
- Майкл Спирс — Скачущий-на-лошади, глава резервации Броукен-рок по соседству с ранчо Даттонов
- Амелия Рико — Иссаксче, женщина из резервации Кроу, которая хочет воссоединиться со своей внучкой
- Джо Эллен Пеллман[англ.] — Дженнифер, британская светская львица и подруга Александры
- Джессалин Гилсиг — Беверли Страффорд, мать Элизабет, привыкшая к городской жизни
- Петер Стормаре — Лукка, смертельно больной водитель буксира[7]
- Джозеф Моул — капитан Шипли, капитан британского корабля S.S. Lambridge
- Джейми Макшейн — маршал Кент, федеральный маршал, ведущий поиски Теонны
- Карри Грэм — Чадуик Бентон, адвокат Крейтона, нанятый Уитфилдом
- Джой Османски[англ.] — Элис Дейвис, жена Зейна, брак которых хранится в тайне из-за закона о запрете смешанных браков
- Кейлин Райс — Кристи, проститутка
- Мэдисон Роджерс — Линди, проститутка
- Тэнк Сейд — отец Киллиан
- Деймиан О’Хэр — капитан Херли, капитан лайнера RMS Majestic

## Эпизоды
| Сезон | Серии | Серии | Даты показа     | Даты показа     |
| Сезон | Серии | Серии | Первая серия    | Последняя серия |
| ----- | ----- | ----- | --------------- | --------------- |
| 1     | 8     | 8     | 18 декабря 2022 | 26 февраля 2023 |
| 2     | 8     | 8     | 23 февраля 2025 | 6 апреля 2025   |

### Сезон 1 (2022—2023)
| № общий | № в сезоне | Название                                                     | Режиссёр      | Автор сценария | Дата премьеры   |
| --- | ---------- | ------------------------------------------------------------ | ------------- | -------------- | --------------- |
| 1 | 1          | «1923» «1923»                                                | Бен Ричардсон | Тейлор Шеридан | 18 декабря 2022 |
| Во вступительном флешфорварде Кара Даттон преследует мужчину, который просит о пощаде, однако она дважды стреляет в него в упор из ружья. Спустя несколько месяцев в Африке её племянник Спенсер охотится на льва-людоеда и убивает его. После этого он отправляется по следу леопарда-убийцы. Убив леопарда, он понимает, что есть ещё один леопард-людоед. На ранчо Йеллоустон Джейкоб Даттон сталкивается с овцеводами во главе с Баннером Крейтоном, которые хотят пасти своих голодающих овец на земле Даттонов. Джейкоб не хочет этого допустить, так как овцы поедают траву с корнями, после чего трава перестаёт расти на земле, и крупный скот Даттонов не сможет там пастись. Когда овцеводы снова вторгаются на его землю, Джек Даттон стреляет в них. В католической школе-интернате для индейцев Теонна, страдающая от побоев и издевательств сестры Мэри, пытается бунтовать против неё. |            |                                                              |               |                |                 |
| 2 | 2          | «Пустой трон природы» «Nature's Empty Throne»                | Бен Ричардсон | Тейлор Шеридан | 25 декабря 2022 |
| Джека спасают прибывшие на подмогу Джейкоб и ковбои с ранчо. Они берут в плен овцеводов и оставляют их повешенными, однако Баннеру в итоге удаётся освободиться и уйти. Сестра Мэри продолжает телесные наказания Теонны. Кара и Эмма обсуждают помолвку Джека и Элизабет и то, что их свадьбу придётся отложить. Тем временем в Кении Спенсер убивает второго леопарда, но от клыков зверя погибает двое человек. Восстанавливаясь от ран в модном отеле, Спенсер встречает молодую женщину по имени Александра, и между ними разгорается страсть. Александра не хочет выходить замуж по расчёту и решает отправиться в путешествие со Спенсером. |            |                                                              |               |                |                 |
| 3 | 3          | «Война пришла домой» «The War Has Come Home»                 | Бен Ричардсон | Тейлор Шеридан | 1 января 2023   |
| 4 | 4          | «Война и бирюзовый прилив» «War and the Turquoise Tide»      | Бен Ричардсон | Тейлор Шеридан | 8 января 2023   |
| 5 | 5          | «Призрак Зебрины» «Ghost of Zebrina»                         | Гай Ферленд   | Тейлор Шеридан | 5 февраля 2023  |
| 6 | 6          | «Одним океаном ближе к судьбе» «One Ocean Closer to Destiny» | Гай Ферленд   | Тейлор Шеридан | 12 февраля 2023 |
| 7 | 7          | «Правило пяти сотен» «The Rule of Five Hundred»              | Гай Ферленд   | Тейлор Шеридан | 19 февраля 2023 |
| 8 | 8          | «Нечего терять» «Nothing Left to Lose»                       | Бен Ричардсон | Тейлор Шеридан | 26 февраля 2023 |

### Сезон 2 (2025)
| № общий | № в сезоне | Название                                                     | Режиссёр      | Автор сценария | Дата премьеры   |
| ------- | ---------- | ------------------------------------------------------------ | ------------- | -------------- | --------------- |
| 9       | 1          | «Сезон убийств» «The Killing Season»                         | Бен Ричардсон | Тейлор Шеридан | 23 февраля 2025 |
| 10      | 2          | «Насильница-зима» «The Rapist Is Winter»                     | Бен Ричардсон | Тейлор Шеридан | 2 марта 2025    |
| 11      | 3          | «Окутай себя ужасом» «Wrap Thee in Terror»                   | Бен Ричардсон | Тейлор Шеридан | 9 марта 2025    |
| 12      | 4          | «Путешествие по железным рекам» «Journey the Rivers of Iron» | Бен Ричардсон | Тейлор Шеридан | 16 марта 2025   |
| 13      | 5          | «Только выстрелы направляют нас» «Only Gunshots to Guide Us» | Бен Ричардсон | Тейлор Шеридан | 23 марта 2025   |
| 14      | 6          | «Горные зубы чудовищ» «The Mountain Teeth of Monsters»       | Бен Ричардсон | Тейлор Шеридан | 30 марта 2025   |
| 1516    | 78         | «Мечта и воспоминание» «A Dream and a Memory»                | Бен Ричардсон | Тейлор Шеридан | 6 апреля 2025   |

## Производство
В феврале 2022 года стало известно, что стриминговая платформа Paramount+ заказала несколько дополнительных эпизодов к сериалу «1883» (приквелу телесериала «Йеллоустон»), а также отдельный телесериал-приквел под названием «1932». В мае того же года на главные роли в этом телесериале были утверждены Хелен Миррен и Харрисон Форд. В июне название приквела изменили на «1923». В сентябре к актёрскому составу присоединился Себастьян Роше. В том же месяце к актёрскому составу присоединились Джеймс Бэдж Дейл, Даррен Манн, Марли Шелтон, Мишель Рэндолф, Брайан Герати, Амина Ньевес, Джулия Шлепфер, Брэндон Скленар, Роберт Патрик, Джером Флинн и Дженнифер Эль. В октябре актёрский состав пополнил Тимоти Далтон
Предпроизводство телесериала началось в Бьютте (штат Монтана) в июле 2022 года. Съёмки начались в августе 2022 года.
Сериал будет состоять из двух сезонов по 8 эпизодов в каждом.

## Восприятие
На сайте-агрегаторе Rotten Tomatoes рейтинг первого сезона составляет 90 % на основании 40 рецензий критиков со средней оценкой 7,2 из 10 возможных. Консенсус критиков сформулирован так: «Выделяющийся невыразимой силой звёзд Харрисона Форда и Хелен Миррен, „1923“ — ещё одно крепкое, хотя и безжалостно мрачное дополнение к вселенной „Йеллоустона“ Тейлора Шеридана». На сайте-агрегаторе Metacritic телесериал имеет рейтинг 67 баллов из 100 возможных на основании 15 обзоров критиков, что означает «в целом положительные отзывы».